# Dactylorhiza russowii
Dactylorhiza russowii é uma espécie de Dactylorhiza.
É nativa das áreas da Alemanha Oriental à Rússia Central.